# Larbi Zekkal
Larbi Zekkal (19 de mayo de 1934 – 17 de septiembre de 2010) fue un actor y comediante argelino.

## Vida personal
Larbi Zekkal nació el 19 de mayo de 1934 en Argel, Argelia; originario de la pequeña Cabilia (pueblo de Tidjet, Ith yaala). 
Murió el 17 de septiembre de 2010 en Argel, Argelia, a los 76 años como consecuencia de una caída mortal del balcón de su domicilio; fue enterrado en el cementerio Sidi M'hamed.

## Carrera
Zekkal comenzó su carrera como actor en la década de 1950 e interpretó roles en muchas películas diferentes, con su más notable papel en La batalla de Argel. También obtuvo un papel en la película francesa Bâton Rouge, que fue dirigida por Rachid Bouchareb y participó en la película Si Mohand U Mhand, l'insoumis". Su última interpretación fue en el drama francés Fuera de la Ley, que fue lanzada en 2010.

## Filmografía

### Cine
| Año  | película                                                       | director                        |
| ---- | -------------------------------------------------------------- | ------------------------------- |
| 1966 | La Batalla de Argel (La Battaglia di Algeri)                   | Gillo Pontecorvo                |
| 1967 | Hassan Terro                                                   | Mohammed Lakhdar-Hamina         |
| 1971 | El Opium y el bastón (L'Opium et le bâton)                     | Ahmed Rachedi                   |
| 1972 | El Ghoula                                                      | Mustafa Kateb                   |
| 1975 | Crónica de los años de braise (Chronique des années de braise) | Mohammed Lakhdar-Hamina         |
| 1985 | Bastón Rojo (Bâton Rouge)                                      | Rachid Bouchareb                |
| 1991 | De Hollywood a Tamanrasset                                     | Mahmoud Zemmouri                |
| 1993 | El Honor de la tribu (L'Honneur de la tribu)                   | Mahmoud Zemmouri                |
| 1993 | Otoño... Octubre en Argel (Automne... Octobre à Alge)          | Mohammed Lakhdar-Hamina         |
| 2004 | Los Sospechosos (Les Suspects)                                 | Kamal Dehane                    |
| 2004 | Fatima, lo Argelina de Dakar (Fatima, l'Algérienne de Dakar)   | Med Hondo                       |
| 2006 | Beur blanco rojo (Beur blanc rouge)                            | Mahmoud Zemmouri                |
| 2008 | Si Mohand u Me Hand, el insoumis                               | Rachid Benallal y Liazid Khodja |
| 2010 | Fuera de la ley                                                | Rachid Bouchareb                |

### Televisión
| Año  | serie                                     | director       |
| ---- | ----------------------------------------- | -------------- |
| 1981 | El verdugo llora (Le bourreau pleure)     | Abder Isker    |
| 2002 | Chafika Baàd Elliqa (Chafika Baàd Elliqa) | Amar Tribeche  |
| 2002 | Las Calles de Argel (Les Rues d'Alger)    | Amina Kais     |
| 2007 | Maouïd maà El Kader (Maouïd maà El Kader) | Djaàfer Gassem |